# Taigete
Taigeta, na mitologia grega, foi uma das Plêiades, as sete filhas de Atlas e da ninfa Pleione, filha de Oceano. Ela e Zeus são os pais de Lacedemão, rei de Esparta.
Uma versão alternativa é atribuída a Helena, no texto de Díctis de Creta: Taigeta seria filha de Agenor, e Lacedemão filho de Taigeta e Zeus.